# Mugwump (États-Unis)
Pour les articles homonymes, voir mugwump.

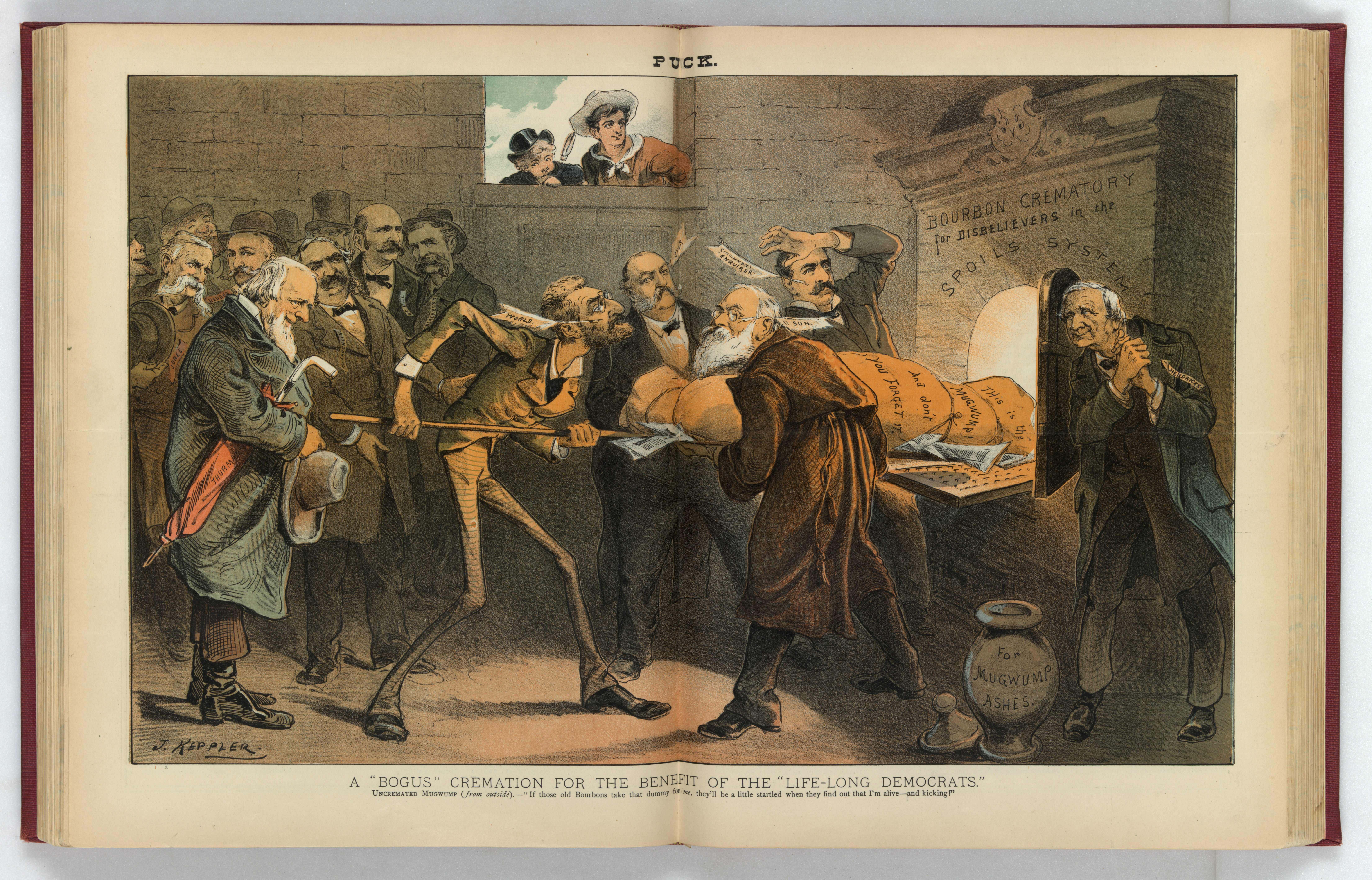
Un corps enveloppé intitulé « C'est le Mugwump ! Et ne l'oubliez pas ! » enfourné dans le « Crématorium de Bourbon pour les mécréants dans le système des stins ». - 1885 - caricature de Joseph Ferdinand Keppler.

Les mugwumps étaient des membres du Parti républicain qui s'en sont démarqués en soutenant le candidat démocrate Grover Cleveland à l'élection présidentielle américaine de 1884. Ils changèrent de parti par rejet de la corruption financière attachée au candidat républicain James Blaine. Dans cette élection serrée, l'appui des Mugwumps a pu faire la différence dans l'État de New York et apporter la victoire à Cleveland. Le mot mugwump, apparu dès 1832, vient du natick mugquomp signifiant « personne importante, chef » (de mugumquomp : « chef de guerre ») et fut employé à titre de plaisanterie pour assimiler ceux qui s'affranchissaient des partis politiques à des moralisateurs marqués par un sentiment de supériorité,.
Après l'élection, le mot mugwump a perduré pendant plus de dix ans pour qualifier en politique américaine ceux qui ne suivaient pas la ligne de leur parti. De nombreux mugwumps sont devenus démocrates ou indépendants, et la plupart ont continué au XXe siècle à soutenir une politique réformatrice. Au cours de la troisième période de l'histoire des partis politiques américains, la loyauté au parti était mise en avant et les indépendants étaient rares. Theodore Roosevelt surprit ses amis de la haute-société new-yorkaise en 1884 en soutenant Blaine ; en rejetant ainsi les mugwumps il maintint son pouvoir au sein du Parti républicain pour préparer le terrain pour ses propres ambitions politiques.
La Nouvelle-Angleterre et le nord-est des États-Unis étaient un fief du Parti républicain depuis la guerre de Sécession, mais les mugwumps considérèrent que Blaine  était un candidat non fiable et malhonnête. Par idéalisme et volonté de réformes ils s'opposèrent à la corruption qui avait lieu au Gilded Age.

## Mugwumps notables
- Charles Francis Adams, Jr., président de l'Union Pacific Railroad et de l'American Historical Association
- Henry Adams, écrivain et historien
- Edward Atkinson, homme d'affaires
- George William Curtis, défenseur des droits civiques et réformateur social[3],[4]
- Charles William Eliot, président de l'université Harvard
- Edwin Godkin, journaliste et éditeur de The Nation
- Thomas Nast, caricaturiste
- Carl Schurz, sénateur du Missouri et Secrétaire à l'Intérieur, éditeur du Saturday Evening Post
- Moorfield Storey, juriste et président du NAACP de 1909 à 1915
- William Graham Sumner, sociologue de l'université Yale
- Mark Twain, écrivain, qui s'est qualifié lui-même de mugwump dans son essai Science Chrétienne[5]
- Horace White, éditeur du Chicago Tribune

### Essais
- (en-US) David M. Tucker, Mugwumps: Public Moralists of the Gilded Age, Columbia, Caroline du Sud, University of Missouri, 17 septembre 1998, 160 p. (ISBN 9780826211873, lire en ligne).

### Articles
- (en-US) Geoffrey Blodgett, « The Mugwump Reputation, 1870 to the Present », The Journal of American History, Vol. 66, No. 4,‎ mars 1980, p. 867-887 (21 pages) (lire en ligne ),
- (en-US) Gerald W. McFarland, « The New York Mugwumps of 1884: A Profile », Political Science Quarterly, Vol. 78, No. 1,‎ mars 1963, p. 40-58 (19 pages) (lire en ligne ),
- (en-US) Dorman B. Eaton, « A New Variety of Mugwump », The North American Review, Vol. 153, No. 416,‎ juillet 1891, p. 44-53 (10 pages) (lire en ligne ),